# Balkanabat
Balkanabat (Балканабат; dawniej Nebit Dag, Nebitdağ, Небит-Даг) – miasto w zachodnim Turkmenistanie, położone na pustynnym terenie u podnóża gór Uly Balkan na wysokości 17 m n.p.m., w odległości około 600 km na zachód od stolicy kraju Aszchabadu, siedziba wilajetu balkańskiego. W 2022 roku liczyło ok. 123,2 tys. mieszkańców. Balkanabat jest piątym pod względem liczby ludności miastem kraju.
Powstało w 1933 w związku z rozpoczęciem eksploatacji ropy naftowej. W 1946 otrzymało prawa miejskie. W zamyśle było ono założone jako miasto dla pracowników przemysłu naftowego i siedziba głównych turkmeńskich instytucji naftowych. Ponadto w mieście rozwinął się przemysł chemiczny, metalowy, spożywczy, materiałów budowlanych oraz dywanowy.
Miasto położone jest na trasie kolei transkaspijskiej łączącej nadkaspijskie miasto Turkmenbaszy ze stolicą Aszchabadem i dalej ze wschodnią częścią kraju.
Obecna nazwa miasta nawiązuje do nazwy masywu górskiego Uly Balkan. Poprzednia nazwa oznaczała w języku turkmeńskim „naftowa góra”.